# 西紋
西紋（にしもん）は北海道オホーツク総合振興局管内のうち、紋別市および紋別郡滝上町・興部町・雄武町・西興部村からなる地域。

## 概要
令制国としての地域区分では、北見国の中部に当たる地域である。
オホーツク管内は南北に広大なため、北部の紋別市を中心とする西紋地域は総合振興局（旧支庁）や地方気象台所在地の網走市や国の出先機関および北海道警の方面本部が置かれている北見市よりも宗谷総合振興局の所在地である稚内市や上川総合振興局の所在地である旭川市との経済的な結び付きが強い。このため、北海道の地域区分において西紋地域を道北、オホーツク管内の他の地域を道東に分ける場合がある。
紋別郡の町村のうち北見市に隣接する南部の遠軽町と湧別町は行政・経済圏が重なる常呂郡佐呂間町とあわせて遠軽地域に区分され、道北に含まれることは稀である。

### 西紋地域を道北とする事例
- 旭川地方裁判所／家庭裁判所・旭川地方検察庁

上川・留萌・宗谷管内全域に加えて西紋地域を管轄に含んでおり、紋別市に旭川地裁・家裁および旭川地検の紋別支部が置かれている。西紋地域以外のオホーツク管内は釧路地方裁判所／家庭裁判所・釧路地方検察庁の管轄。